# Perfusion (physiologie)
Ne doit pas être confondu avec Perfusion intraveineuse.
 (août 2023).
Si vous disposez d'ouvrages ou d'articles de référence ou si vous connaissez des sites web de qualité traitant du thème abordé ici, merci de compléter l'article en donnant les références utiles à sa vérifiabilité et en les liant à la section « Notes et références ».

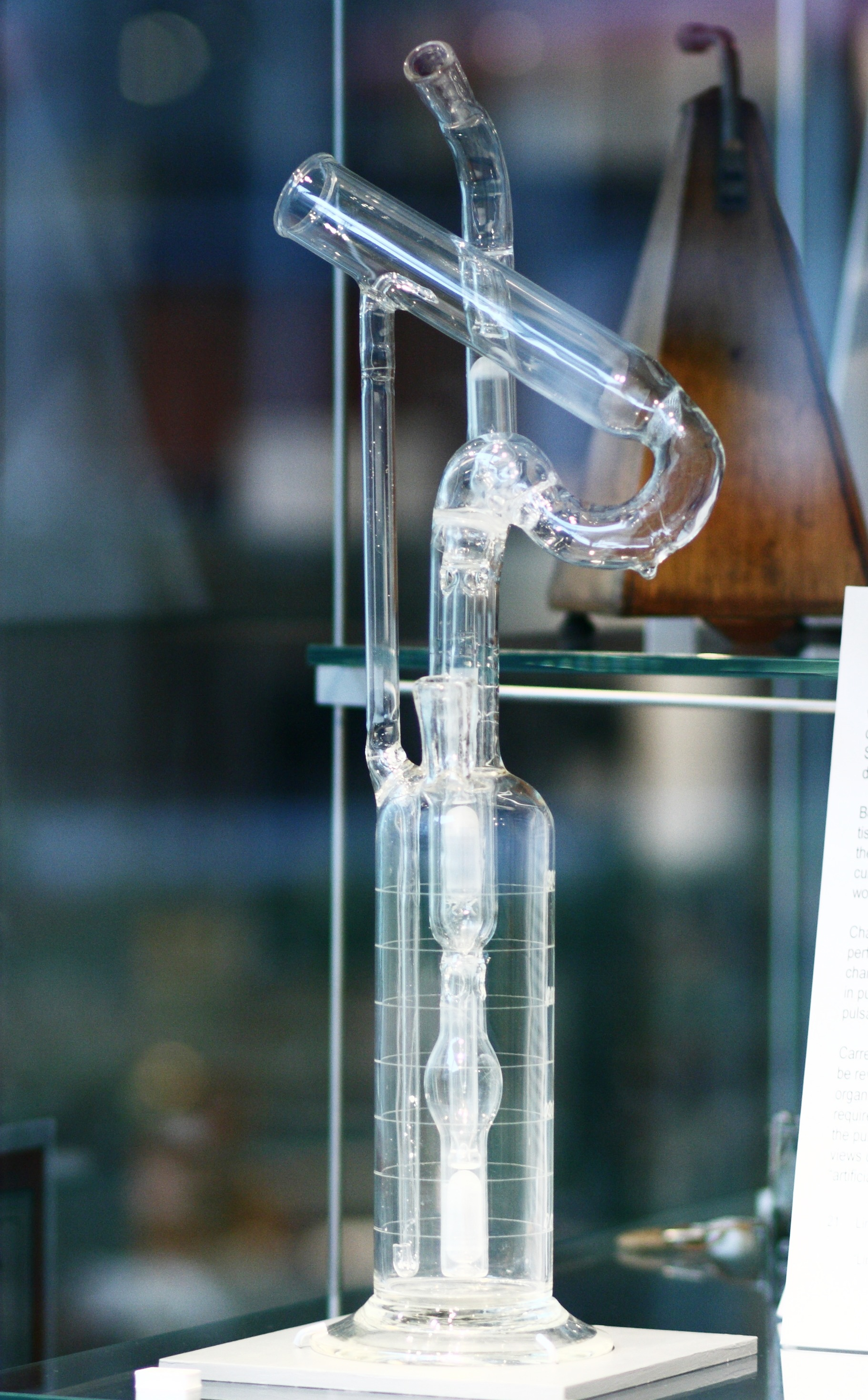
Pompe à perfusion de 1935 illustrant le principe de la perfusion

En physiologie, la perfusion (du latin « perfundere », verser sur, arroser) ou perfusion tissulaire est le processus qui alimente un organe en nutriments et oxygène nécessaires à son métabolisme, sa saine activité biochimique au sein de l'organisme.
Chez un animal muni d'un système sanguin, cet apport est effectué par le sang qui circule depuis les artères vers les vaisseaux capillaires qui irriguent les tissus biologiques. La perfusion peut alors être mesurée par le débit de sang qui irrigue l'organe en question.
Après une ablation chirurgicale, un organe peut être placé sous perfusion artificielle de façon à le maintenir en vie, par exemple en attente d'être transplanté.

## Acceptions
In extenso, dans le contexte d'un traitement médical, le terme perfusion peut aussi désigner dans son ensemble un système de goutte-à-goutte permettant l'administration parentérale de médicaments par infusion. Lorsque ce système est relié à une voie veineuse périphérique ou profonde (voie veineuse centrale), on parle de perfusion intraveineuse. Il peut aussi s'agir également d'un dispositif sous-cutané, on appelle cela la technique d'hypodermoclyse, ou plus simplement, perfusion sous-cutanée.

## Historique
Bien que le principe de la circulation sanguine ait été décrit dès 1628 par William Harvey et les capillaires sanguins découverts peu de temps après par Marcello Malpighi, il faudra attendre le XXe siècle, avec les travaux d'August Krogh pour que soit établi le mécanisme de régulation de la perfusion sanguine par l'ouverture et la fermeture des artérioles et des capillaires. Cette découverte fut récompensée du Prix Nobel de physiologie ou médecine en 1920.

## Calcul de la perfusion
La mesure de la perfusion (souvent noté F, comme flux) se calcule à partir de la différence entre les pressions artérielle (Pa) et pression veineuse (Pv) et de la résistance vasculaire (R) au moyen de la formule suivante : 
{\displaystyle F={\frac {Pa-Pv}{R}}}
Le numérateur (Pa - Pv) est aussi appelé gradient de pression (noté ΔP).

## Hypo- et hyper-perfusion
On parle d'hypoperfusion lorsque le niveau de perfusion d'un organe est en dessous d'une valeur de référence, par exemple en dessous du besoin nécessaire au bon fonctionnement de l'organe. De même, l'hyperperfusion désigne une perfusion plus forte que la normale. 
Ces altérations de la perfusion peuvent être la conséquence d'anomalies circulatoires. Par exemple, une hypoperfusion peut résulter d'une ischémie ou d'une chute de pression artérielle qui, lorsqu'elle affecte le cerveau, peut entraîner une syncope. L'hypoperfusion peut également être la cause de situations pathologiques : l'hypoperfusion rénale fœtale, par exemple, qui peut être due à une prise d'AINS par la femme enceinte, cause un oligoamnios, nocif pour le développement correct du fœtus. 
Mais l'hyperperfusion ne traduit pas forcément un mécanisme pathologique. Par exemple, dans le cerveau, lorsqu'une aire cérébrale est recrutée pour effectuer une opération (comme lorsque le cortex auditif est activé lorsqu'on entend un son), le débit sanguin cérébral augmente temporairement dans cette région ; c'est la réponse hémodynamique. La mesure de cette hyperperfusion locale est au fondement de diverses techniques d'imagerie cérébrale.

## Mesure de la perfusion par IRM
La mesure de la perfusion peut se faire en imagerie par résonance magnétique soit au moyen d'un agent de contraste dont on suit l'évolution du bolus après injection en amont de l'organe étudié, soit avec une séquence IRM particulière dite de marquage de spin artériel (en) (ASL, pour Arterial Spin Labeling).